# Plage de Leroux
La plage de Leroux ou plage de Ferry, est une plage de sable ocre située au sud de Deshaies, en Guadeloupe.

## Description
La plage de Leroux, longue de 170 m, se situe au sud de Deshaies, entre la pointe Ferry et l'anse Ferry. 
Il s'agit d'une plage familiale et touristique très fréquentée.

## Galerie

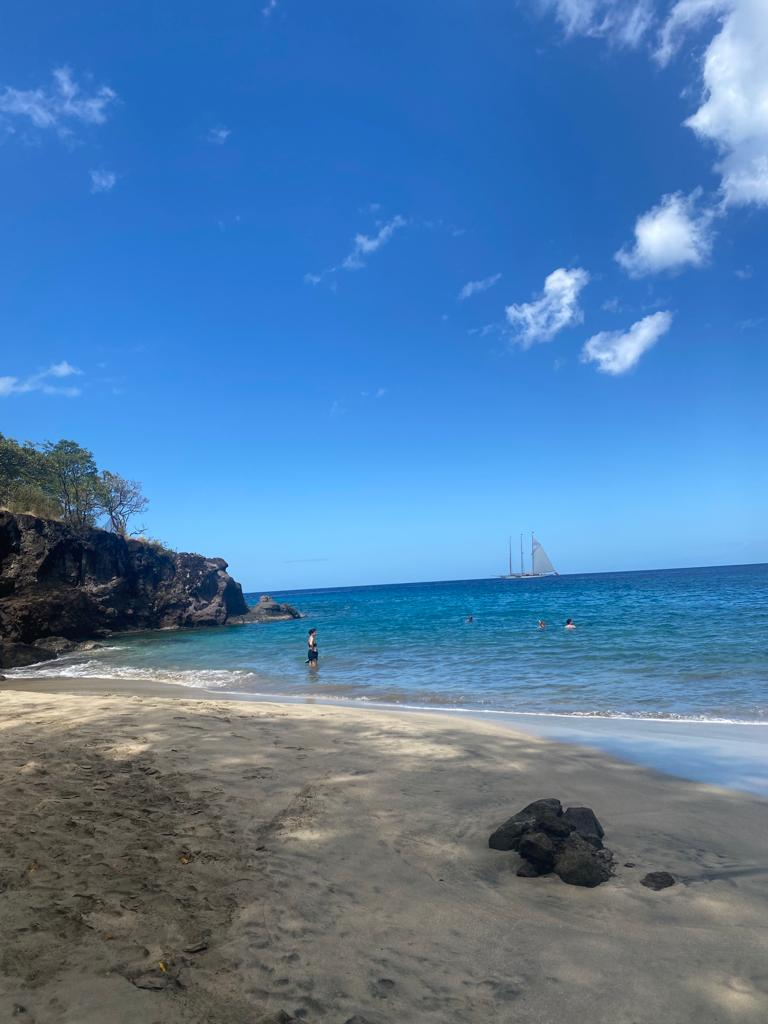
Plage de Leroux
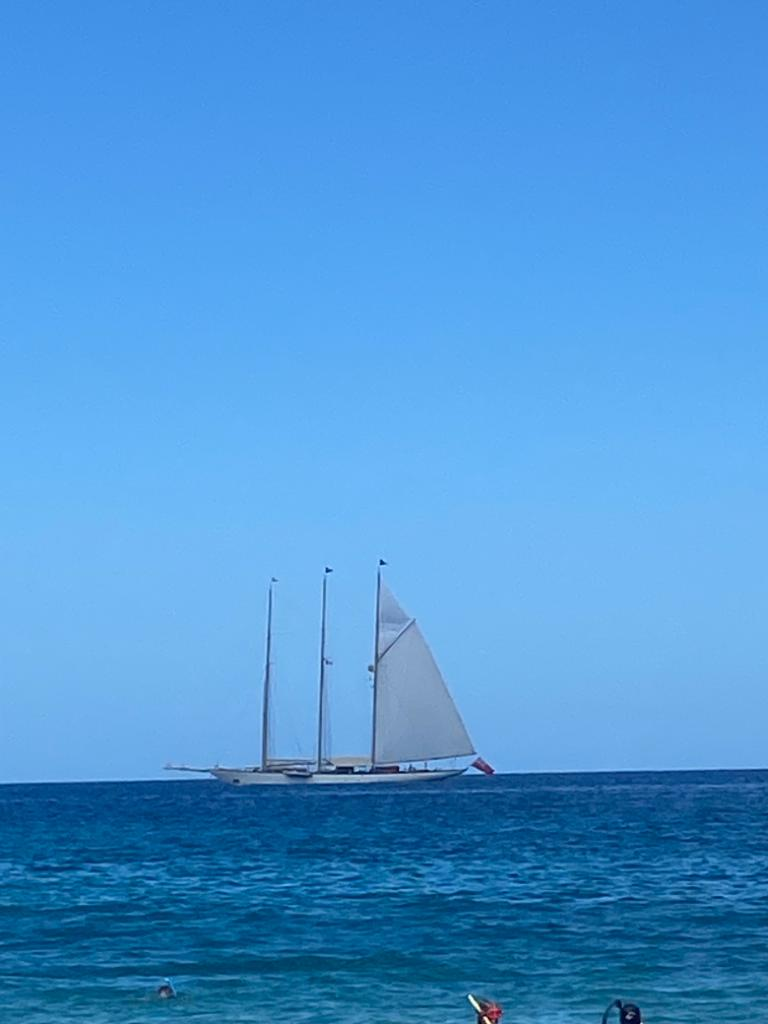
Voilier devant la plage de Leroux
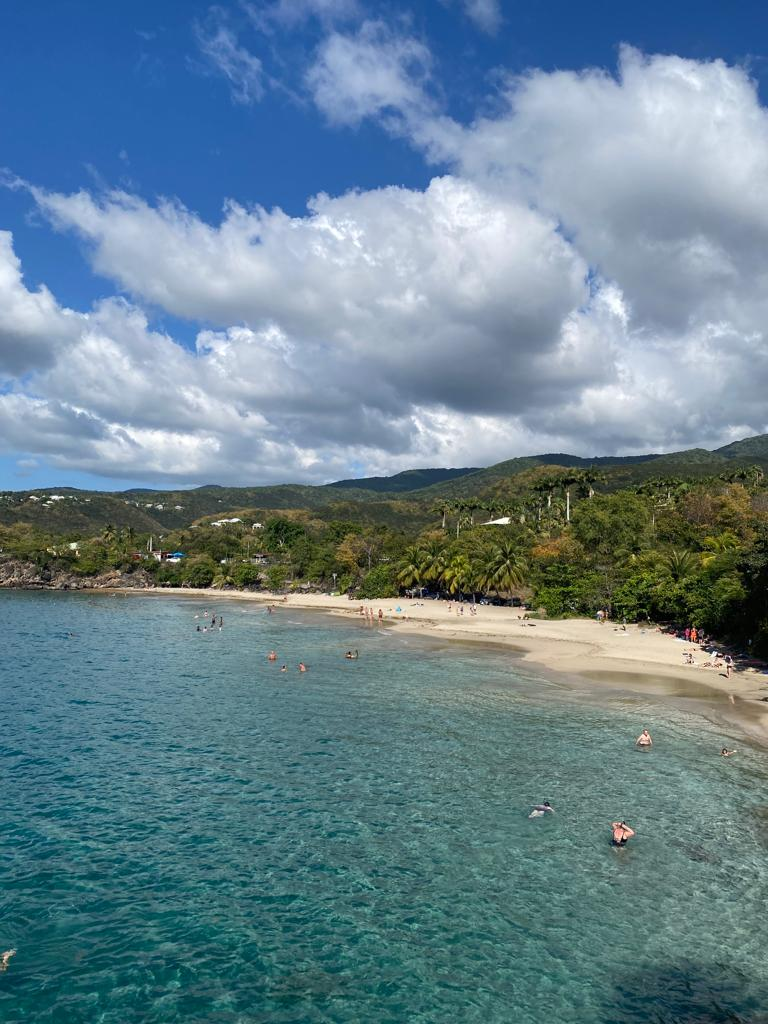
Vue générale
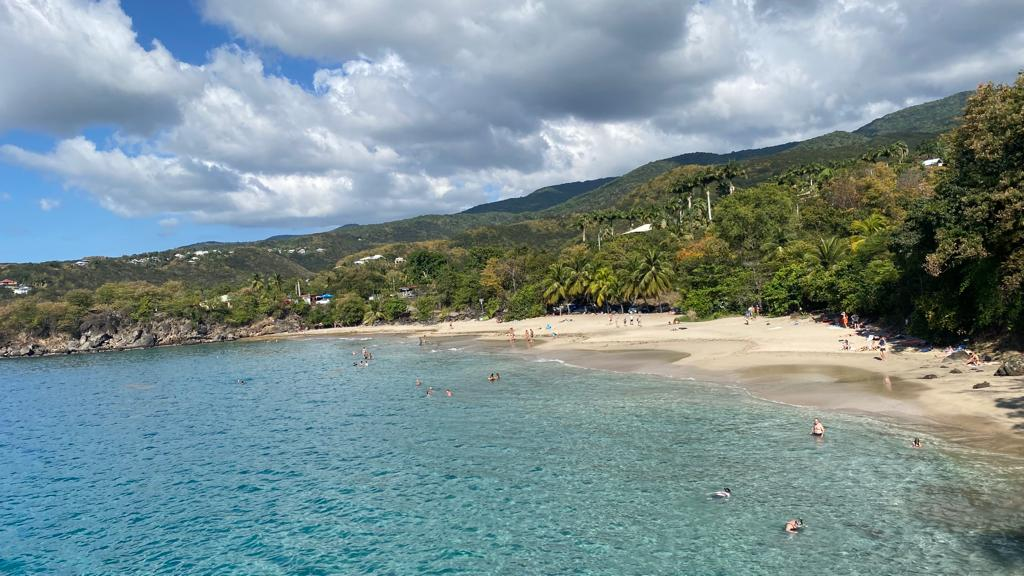
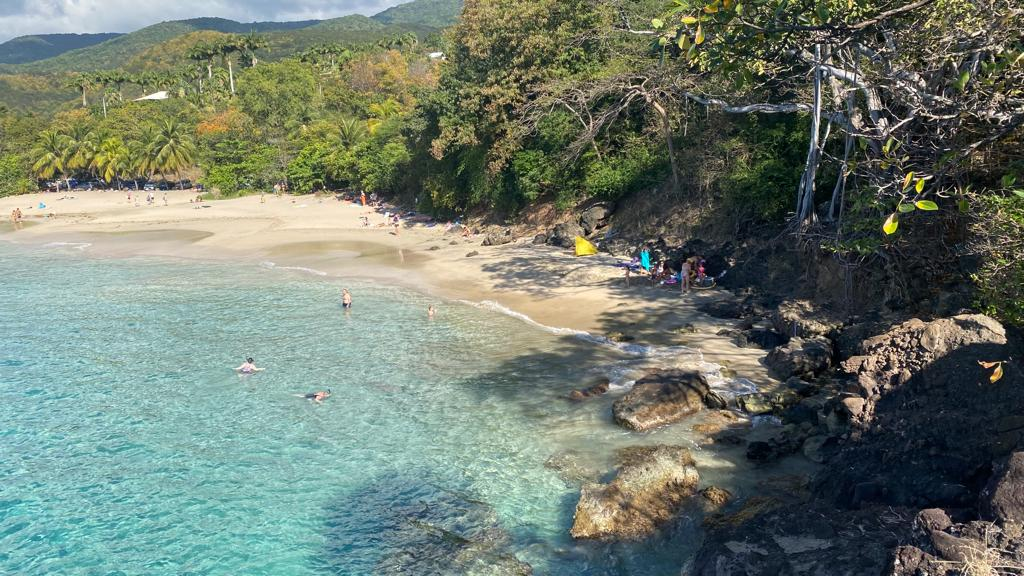
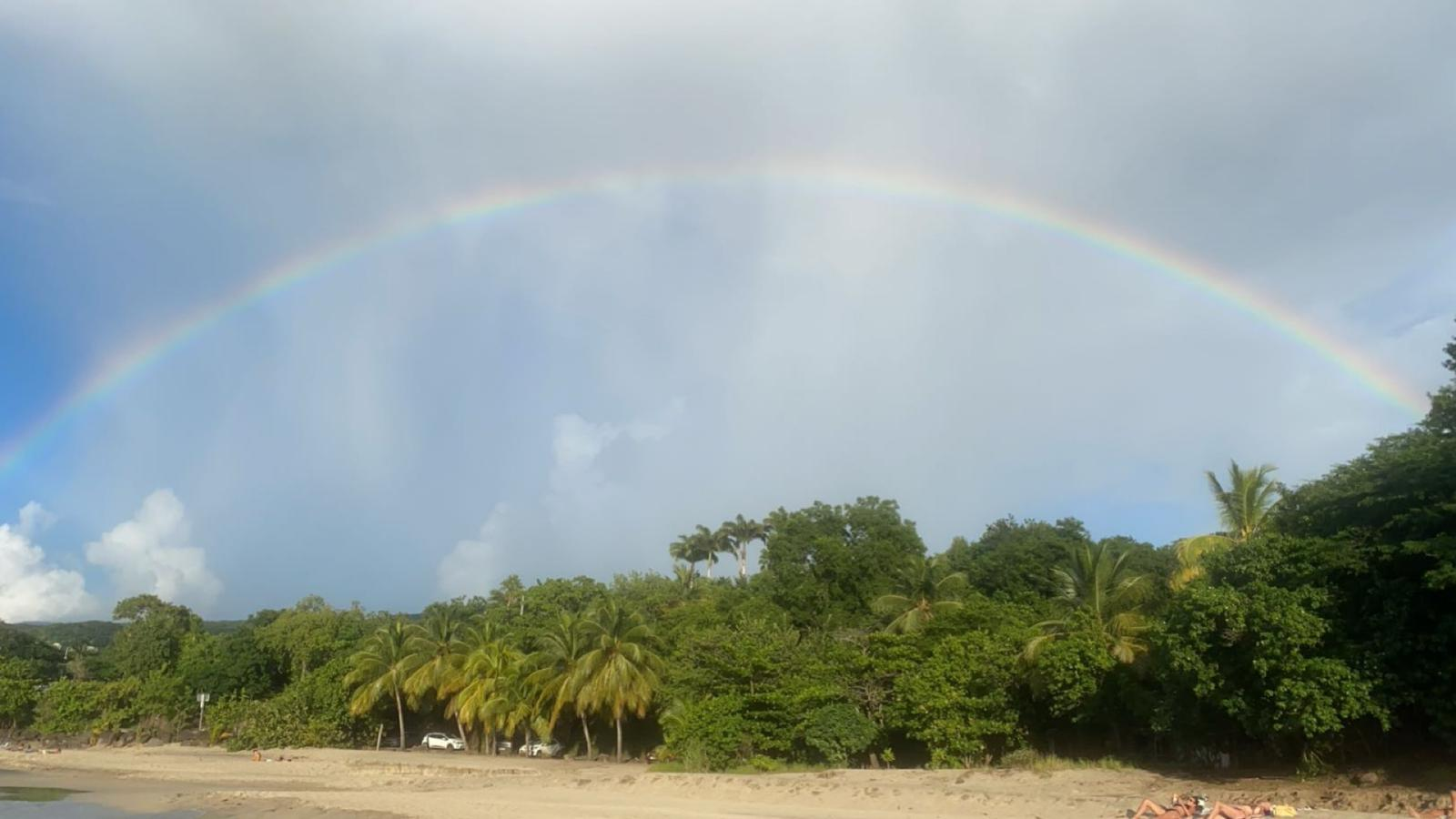
Arc en ciel à la plage de Leroux.